# Bacolor
Bacolor (Bayan ng Bacolor) är en kommun i Filippinerna. Kommunen ligger på ön Luzon och tillhör provinsen Pampanga. Folkmängden uppgår till 16 147 invånare.

## Galleri

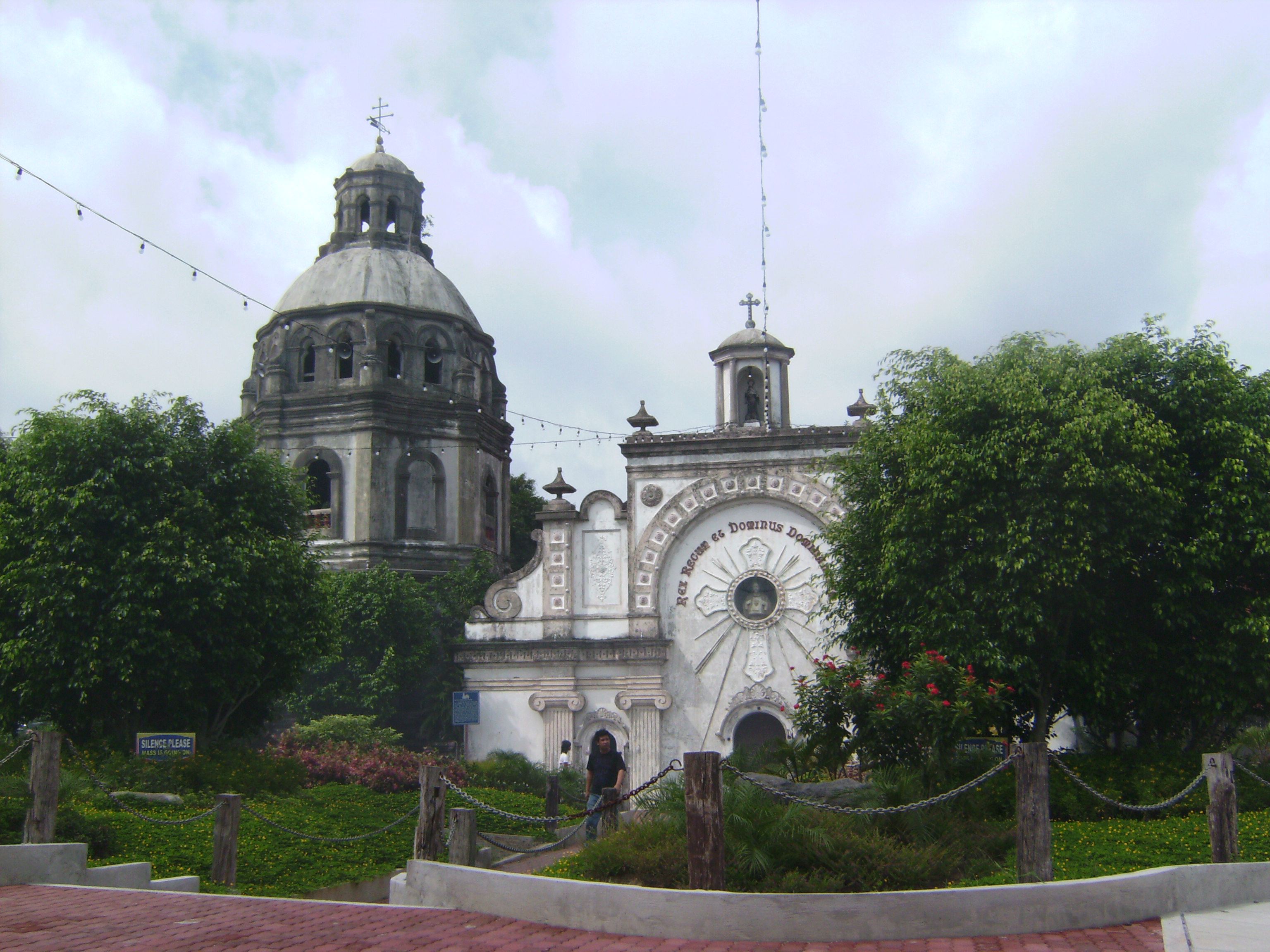

## Barangayer
Bacolor delas in i 21 barangayer.
| - Balas - Cabalantian - Cabambangan (Pob.) - Cabetican - Calibutbut - Concepcion - Dolores - Duat - Macabacle - Magliman - Maliwalu | - Mesalipit - Parulog - Potrero - San Antonio - San Isidro - San Vicente - Santa Barbara - Santa Ines - Talba - Tinajero |

### Webbkällor
- Quick Tables: List of Municipalities
- Population and Housing